# 티머시 맥베이

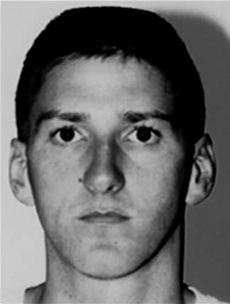
FBI가 촬영한 맥베이 머그샷 사진(1995년)

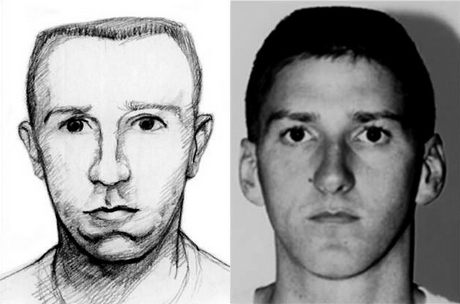
그의 몽타주(왼쪽)와 머그샷(오른쪽) 사진

티머시 제임스 맥베이(영어: Timothy James McVeigh, 1968년 4월 23일 ~ 2001년 6월 11일)는 1995년 오클라호마시티 폭탄 테러를 일으킨 미국 국내 테러범으로 168명이 사망하고 680명 이상이 부상했으며 앨프리드 P. 뮤러 연방정부청사의 3분의 1이 파괴되었다. 그가 일으킨 폭탄 테러는 9.11 테러 이전 미국에서 발생한 테러 중 가장 치명적인 사건이었다. 그것은 미국 역사상 가장 치명적인 국내 테러 행위 중 하나로 남아있다.
걸프 전쟁 참전용사인 맥베이는 1993년 웨이코 포위전에서 82명의 사망자를 낸 것에 대해 연방정부에 대한 복수심을 찾았고, 이들 중 대부분은 어린이였다. 1992년 루비리지 사건과 미국의 외교정책도 마찬가지였다. 그는 연방정부에 대한 혁명을 일으키기를 희망했고, 폭압정부에 대한 정당한 전술로서 폭격을 옹호했다. 그는 폭탄 테러 직후 체포되었고 대량살상무기 사용을 포함한 160개의 주 범죄와 11개의 연방 범죄로 기소되었다. 그는 1997년 모든 혐의에서 유죄 판결을 받고 사형을 선고받았다.
맥베이는 2001년 6월 11일 인디애나주 테레 오뜨에 있는 연방교도소에서 독극물 주사로 처형되었다. 범행 후 불과 6년여 만에 이뤄진 그의 사형 집행은 대부분의 수감자들이 사형을 기다리는 것보다 훨씬 짧은 시간에 이뤄졌다.

## 어린 시절
맥베이는 1968년 4월 23일 뉴욕 록포트에서 아일랜드계 미국인 밀드레드 "미키" 노린과 윌리엄 맥베이의 3남매 중 외아들이자 둘째로 태어났다. 1866년 맥베이의 증조부 에드워드 맥베이는 아일랜드에서 이민을 와서 나이아가라 카운티에 정착했다. 맥베이가 10살 때 그들의 부모가 이혼한 후, 그는 뉴욕 펜들턴에서 그의 아버지 밑에서 자랐다.
맥베이는 자신이 학교에서 괴롭힘의 표적이 되었다고 주장했고, 그는 괴롭힘에 대한 보복을 상상하는 환상의 세계로 피신했다. 그의 삶의 마지막에, 그는 미국 정부가 궁극적인 괴롭히는 존재라는 자신의 신념을 밝혔다.
맥베이를 아는 대부분의 사람들은 맥베이를 매우 수줍고 내성적인 아이로 기억하는 반면, 몇몇 사람들은 맥베이를 청소년기에 퇴직한 외향적이고 장난기 많은 아이로 묘사했다. 그는 청소년 시절 단 한 명의 여자 친구만 사귀었다고 한다. 그는 나중에 기자들에게 어떻게 여자들을 감동시킬지 전혀 모른다고 말했다.
고등학교 시절, 맥베이는 컴퓨터에 흥미를 갖게 되어, 디온(DiMucci)의 노래에서 따온 "The Wandererer"라는 핸들로 코모도어 64의 정부 컴퓨터 시스템을 해킹했다. 4학년 때 그는 스타포인트 센트럴 고등학교의 "가장 유망한 컴퓨터 프로그래머"로 선정되었지만 1986년 졸업할 때까지 상대적으로 성적이 좋지 않았다.
그는 할아버지에게 총기를 소개받았다. 맥베이는 사람들에게 총기 가게 주인이 되고 싶다는 소망을 말했고, 때때로 그의 급우들에게 깊은 인상을 주기 위해 학교에 총기를 가져갔다. 그는 고등학교를 졸업한 후 총기 권리와 미국 수정헌법 제2조에 깊은 관심을 갖게 되었고, Solder of Fortune 같은 잡지를 읽었다. 그는 자퇴하기 전에 잠시 브라이언트 & 스트래튼 대학에 다녔다. 대학을 중퇴한 후, 맥베이는 장갑차 경비원으로 일했고 동료들로부터 총에 집착하는 것으로 알려졌다. 한 동료는 맥베이가 밴돌리에를 착용하고 "판초 빌라처럼" 출근했을 때를 떠올렸다.

## 군인 경력
1988년 5월, 20세의 나이에 맥베이는 미국 육군에 입대하여 조지아주 포트 베닝에 있는 미국 육군 보병학교에서 기초 훈련과 고급 개인 훈련을 받았다. 군대에 있는 동안, 맥베이는 그의 여가 시간의 많은 부분을 총기, 저격 전술, 그리고 폭발물에 대해 읽는 데 사용했다. 맥베이는 쿠 클럭스 클랜 집회에서 블랙 파워 티셔츠를 입은 흑인 군인들을 상대로 화이트 파워 티셔츠를 구입했다가 군으로부터 질책을 받았다. 그의 미래의 공모자 테리 니콜스는 그의 소대장이었다. 그와 니콜스는 총기 수집과 생존주의에 대한 그들의 견해뿐만 아니라 그들의 비슷한 배경과 빠르게 친해졌다. 두 사람은 나중에 캔자스 주 정션 시티의 포트 라일리에 함께 배치되어 그곳에서 미래의 공범자인 마이클 포티어와 친구가 되었다.
맥베이는 제1보병사단이 사용하는 브래들리 전투차량의 25mm 대포로 최고 점수를 받은 포병이었고, 하사로 진급했다. 승진한 후, 맥베이는 흑인 군인들에게 바람직하지 않은 일을 할당하고 인종 비방을 사용한 것으로 명성을 얻었다. 그는 사막 폭풍 작전에 배치되기 전에 캔자스주 포트 라일리에 주둔했다.
처형 전 인터뷰에서 맥베이는 전쟁 첫날 500야드 이상 떨어진 이라크 탱크를 들이받고 이라크인들이 항복했다고 말했다. 그는 또한 1,100 야드 떨어진 곳에서 대포로 이라크 병사를 참수했다. 그는 나중에 미군이 이라크군을 격퇴한 후 쿠웨이트 시를 떠나던 중 도로에서 대학살을 목격하고 충격을 받았다고 말했다. 맥베이는 동메달, 남서아시아 복무 메달, 육군 복무 리본, 쿠웨이트 해방 메달을 포함한 몇몇의 복무 상을 받았다.
맥베이는 미국 육군 특전부대에 입대하기를 열망했다. 걸프전에서 돌아온 그는 선발과정에 들어갔으나 21일간 진행된 특전사 평가 선발과정 이틀째에 발목을 다쳤다고 다른 신병들에게 털어놓으며 철수했다. 그러나 그의 상관들에게 보낸 편지에서 맥베이는 그가 "물리적으로 준비되지 않았다"고 썼다. 맥베이는 군을 떠나기로 결심하고 1991년 명예롭게 제대했다.

## 같이 보기
- 미국의 사형제